# Cratere Shackleton
Lo Shackleton è un cratere meteoritico che si trova nei pressi del polo sud lunare, intitolato all'esploratore Ernest Shackleton. Con una distanza tra il proprio centro e il polo sud di poco superiore ai 10 km, è il cratere più meridionale della Luna. Il polo geografico è posto sulla cresta del cratere.

## Descrizione
Il suo diametro è di circa 21 km e la sua profondità di 4,2. Data la minima inclinazione dell'orbita lunare dall'eclittica, solo 5°, il suo interno è continuamente immerso nell'oscurità, al contrario delle vette distribuite lungo il bordo, colpite dal sole per l'80-90 % del tempo.
La continua mancanza di luminosità mantiene la temperatura interna costantemente al di sotto dei 90 K (-183 °C), ed è possibile che al suo interno vi si trovi un deposito di ghiaccio..

## Esplorazione
L'osservazione dal punto di vista terrestre rimane difficile, data la sua posizione, ragion per cui mappe dettagliate sulle zone polari lunari sono state rese attuabili solo con l'utilizzo di sonde. 
Uno spettrometro a bordo della sonda Lunar Prospector ha segnalato la presenza di acqua ghiacciata nella regione polare, strumento che si è poi andato a schiantare nel cratere Shoemaker.
Nel 2007, la sonda giapponese Kaguya ha fotografato gli interni del cratere per la prima volta, ma non è risultata nessuna significativa presenza d'acqua.
Il cratere era l'obiettivo iniziale della missione IM-2 di Intuitive Machines, nell'ambito del programma CLPS della NASA. La missione, lanciata il 27 febbraio 2025, si proponeva di fare atterrare un lander sulla cresta del cratere. Tuttavia, due giorni prima dell'atterraggio programmato, il sito di destinazione è stato cambiato in favore della regione di Mons Mouton, un altopiano vicino al polo sud lunare che era stato pianificato come sito di atterraggio del rover VIPER, poi cancellato.

## Potenziali utilizzi
La temperatura e la costante presenza dei raggi solari sul bordo consentirebbero l'utilizzo di pannelli fotovoltaici, come è stato calcolato per varie zone lunari, rendendolo così un buon punto di allunaggio, oppure per il posizionamento di un telescopio ad infrarossi.
Un'altra idea della NASA sarebbe quella di costruire una base fissa, data la non estrema escursione termica.

## Nei media
È il punto di allunaggio dell'Apollo15 nella serie ucronica "For all Mankind".